# Raparna nigripuncta
Raparna nigripuncta là một loài bướm đêm trong họ Noctuidae.